# Substitution simultanée
La substitution simultanée, également appelée superposition ou substitution de signaux, est une pratique relative à la télévision canadienne principalement anglophone. Mise en place par le Conseil de la radiodiffusion et des télécommunications canadiennes (CRTC) depuis 1972, elle impose aux câblodistributeurs situés dans les grands marchés de substituer le signal vidéo d'une station de télévision américaine par la station canadienne lorsqu'elles émettent un programme diffusé simultanément dans les deux pays.

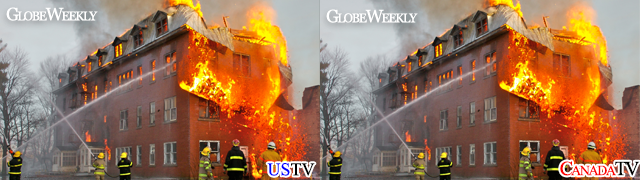
Un exemple simulé d'une émission télévisée imaginaire qui apparaît sur USTV au Canada avant et après la substitution simultanée est mis en œuvre à la demande du réseau canadien. Notez le logo de CanadaTV dans le coin inférieur droit, couvrant celui de USTV.

Cette technique ne change aucunement le contenu diffusé, mais permet aux réseaux de télévision canadiens de remplacer les pauses publicitaires américaines par des publicités locales canadiennes, et d'incruster dans le flux vidéo leur propre logo en lieu et place du logo de la chaîne américaine.
La programmation télévisuelle des principales chaînes de télévision canadiennes anglophones étant en grande partie composée de programmes des chaînes américaines diffusés simultanément au Canada, cette pratique, et notamment le remplacement des publicités américaines par les publicités canadiennes, est une pratique courante.

## Impacts et motivations sur la programmation
Les stations de télévision américaines situées près de la frontière avec le Canada sollicite le marché canadien adjacent pour des revenus publicitaires. Avant la mise en place de la pratique en 1972 motivée par le gain de popularité de la distribution par câble, les stations de télévision canadiennes devaient parfois diffuser une émission américaine une heure à l'avance afin d'attirer les téléspectateurs à regarder l'émission à leur antenne, et ainsi attirer les annonceurs canadiens. Ainsi, avec la pratique de substitution simultanée, les stations canadiennes peuvent diffuser l'émission américaine en même temps que la station américaine voisine, forçant les abonnés du câble à regarder le signal canadien, incluant les publicités canadiennes. La seule condition pour profiter de cette pratique est de desservir ce marché avec une station locale ou un ré-émetteur hertzien (exception dans les provinces de l'Atlantique). La substitution simultanée ne concerne pas les chaînes spécialisées.
Les annonceurs étant motivés à commanditer les émissions les plus populaires, les réseaux et stations indépendantes canadiens se surenchêrent les droits d'acquisition d'émissions américaines et événements sportifs lors des conférences médiatiques annuelles de dévoilement de la programmation de la prochaine saison télévisuelle ("Upfronts") tenues à la mi-mai par les grands réseaux (ABC, NBC, CBS, Fox, The CW).
Les revenus publicitaires supérieurs découlant de la diffusion d'émissions américaines servent en partie à financer la production de contenu canadien, dont les nouvelles locales et nationales, des émissions d'intérêt public, des séries télévisées dramatiques et comédies.

### Inconvénients
L'une des sources de plaintes les plus fréquentes reçues par le CRTC est la substitution simultanée lors du match de football américain du Super Bowl, dû principalement à son caractère particulier des publicités à grands budgets et faisant partie de l'expérience. Soit le commanditaire n'a pas acheté de temps de publicité au Canada ou ne fait pas affaires au pays. À la conclusion d'une consultation publique du CRTC en 2015, les canadiens ont pu regarder les matchs de Super Bowl de 2017 à 2019 avec les publicités américaines. La NFL a imposé son lobbying dans les conditions de l'Accord Canada–États-Unis–Mexique en vigueur depuis juillet 2020, forçant l'annulation de la décision du CRTC et le retour des publicités canadiennes.
Un autre inconvénient est lié à la concentration des médias. Par exemple, les matchs de saison de la Ligue canadienne de football (CFL) et de la Coupe Grey, diffusés traditionnellement sur les stations conventionnelles, ont été rachetés en 2008 par Bell Média et relégués exclusivement sur TSN (et RDS). Entre les matchs de baseball des Blue Jays de Toronto, de basket-ball des Raptors de Toronto, de soccer (CF Montréal, Toronto FC), les matchs en semaine de hockey sur glace des Canadiens de Montréal, la plupart des matchs des équipes sportives canadiennes étant relégués sur le câble, fidélisant ainsi les sportifs à un abonnement mensuel aux services de télévision par câble. Les propriétaires de chaînes sportives ont donc le champ libre pour programmer sur leurs stations conventionnelles des matchs de la NFL ou des séries américaines en substitution simultané et ainsi maximiser les profits.
La pratique peut aussi délaisser les téléspectateurs dans certains marchés. Deux émissions américaines acquises par Bell Média ayant lieu en même temps seront diffusées en substitution simultanée respectivement sur CTV et CTV 2 d'après l'ordre d'intérêt des commanditaires. Lorsque l'émission sur CTV ne performe pas dans les cotes d'écoutes après environ trois ou quatre semaines, elle changera parfois de place avec l'émission sur CTV 2. Dans la région de Montréal, les abonnés du câble pourront continuer d'écouter cette émission via le réseau américain sans les publicités canadiennes en l'absence de station CTV 2 dans ce marché, alors que ceux qui ne peuvent pas capter les signaux par antenne du Vermont n'ont pas d'autres options et devront se rattraper via le site web de CTV. Quant au réseau Global en cas de conflit d'horaire, des épisodes ou séries sont parfois relégués sur leur site web et diffusés plus tard à la télévision, comme en début d'été durant des heures creuses.
Lors de l'arrêt de la télévision analogique et la conversion au numérique qui a eu lieu le 31 août 2011, tous les diffuseurs canadiens ont décidé de mettre à niveau uniquement les émetteurs dans les grands marchés, et de fermer les ré-émetteurs dans les communautés éloignées exclues des règles de substitution simultanée (moins de 2000 abonnés au câble), ainsi que certains petits marchés moins financièrement profitables.

## Contraintes relatives aux grilles de programmes
La diffusion, par les réseaux de télévision américains, des émissions les plus populaires aux heures de grande écoute, soit le créneau de première partie de soirée, contraint bien souvent les chaînes canadiennes à s'indexer sur les grilles de programmes américaines, et parfois à déplacer les horaires de leurs propres programmes. Cette situation soulève les critiques lorsque ce sont des événements nationaux, culturels, ou des émissions d'information qui sont déplacées en faveur d'émissions quotidiennes, telles que les émissions de téléréalité par exemple. Chacun des réseaux de télévision a été confronté à ce cas de figure :
- En 2003, le réseau Global relègue la couverture des élections générales ontariennes non pas à sa station mère, CIII-DT, mais à une station locale d'Hamilton, afin de pouvoir diffuser, en direct, un épisode de Survivor.
- En 2006, la télévision anglophone de la Société Radio-Canada, CBC Television, relègue l'horaire de son bulletin de nouvelles The National à 23 h, afin de pouvoir diffuser simultanément, en direct, le programme de télécrochet américain The One: Making a Music Star.
- En 2007, le réseau de télévision CTV a été obligé de diffuser en différé la cérémonie canadienne des prix Juno afin de pouvoir diffuser, en direct, l'émission de téléréalité The Amazing Race.